# كأس هولندا 2010–11
كأس هولندا 2010–11 (بالهولندية: KNVB beker 2010/11)‏ هو الموسم 93 من كأس هولندا. أقيم خلال الفترة 18 أغسطس 2010 وحتى 8 مايو 2011، وأشرف على تنظيمه الاتحاد الملكي الهولندي لكرة القدم، وكان عدد الأندية المشاركة فيه 88، وفاز فيه تفينتي أنشخيدة.